# USS Gantner (APD-42)
El USS Gantner (DE-60/APD-42) fue un destructor de escolta de la clase Buckley transformado destructor de transporte de la clase Charles Lawrence. Sirvió en la Armada de los Estados Unidos de 1943 a 1949 y fue transferido a la República de China (ROCS Wen Shan).

## Construcción y servicio
Fue puesta la quilla en 1942. Fue botado en abril de 1943 y entregado en julio. Fue transformado en destructor de transporte en 1945. Continuó y le llegó la baja en 1949. Transferido a la República de China en 1966, sirvió en este país hasta los años noventa.